# Montipora hemispherica
Montipora hemispherica är en korallart som beskrevs av Veron 2002. Montipora hemispherica ingår i släktet Montipora och familjen Acroporidae. IUCN kategoriserar arten globalt som otillräckligt studerad.
Artens utbredningsområde är Röda havet. Inga underarter finns listade i Catalogue of Life.